# إدوارد جي. ديلاني
إدوارد جي. ديلاني (بالإنجليزية: Edward J. Delaney)‏ (1957، فول ريفر في الولايات المتحدة)؛ صحفي وروائي أمريكي. درس في جامعة بوسطن.